# Retirada de tropas estadounidenses de Irak (2020-2021)
La segunda retirada de tropas estadounidenses de Irak comenzó en marzo de 2020 cuando el gobierno iraquí no quiso seguir siendo campo de batalla de Estados Unidos por sus conflictos con Irán, así mismo, el desagrago de la población iraquí contra su gobierno, al cual lo ven como un régimen títere de Estados Unidos, en las protestas de 2019, aportó a esta decisión ya que había pasado en 2007-2011 antes del inicio de la guerra civil iraquí.[¿según quién?]
En diciembre de 2019, Irak y Estados Unidos comenzaron a discutir la retirada parcial de las tropas de combate estadounidenses de Irak. En enero de 2020, durante protestas masivas y tras una escalada de tensiones entre Estados Unidos e Irán, el Consejo de Representantes iraquí aprobó una medida no vinculante para "expulsar a todas las tropas extranjeras de su país", incluidas las tropas estadounidenses e iraníes. Después de la votación, el presidente de Estados Unidos, Donald Trump, inicialmente se negó a retirarse de Irak, pero posteriormente cambio de posición y dio inicio a la retirada en marzo de 2020.
En marzo de 2020, la coalición liderada por Estados Unidos comenzó a transferir el control de varias instalaciones militares a las fuerzas de seguridad iraquíes, citando desarrollos en la misión de varios años contra el Estado Islámico de Irak y el Levante (ISIL). Para el 4 de abril de 2020, se habían transferido cuatro bases. Las transferencias de bases y la retirada se aceleraron debido a la pandemia de COVID-19 en Irak y la amenaza de elementos iraquíes con influencia iraní.
En febrero de 2021, la OTAN anunció que ampliará su misión para entrenar a las fuerzas iraquíes en su lucha contra ISIL, revirtiendo parcialmente las retiradas de tropas lideradas por Estados Unidos. En abril de 2021, el Comando Central de Estados Unidos declaró que no había planes para una retirada total de las fuerzas armadas estadounidenses en Irak, citando las continuas amenazas planteadas por la insurgencia del EIIL y las milicias respaldadas por Irán.
En septiembre de 2024 Estados Unidos e Irak confirmaron la retirada de cientos de tropas de la coalición occidental, de acuerdo a diversas fuentes familiarizadas en el asunto. El plan, que aún requiere la aprobación final de ambos gobiernos y una fecha de anuncio, contempla que cientos de tropas se retiren en septiembre de 2025, y el resto a finales de 2026 

## Contexto

### Primera retirada de 2007-2011
Estados Unidos completó su retirada anterior de tropas en diciembre de 2011, concluyendo la Guerra de Irak. En junio de 2014, Estados Unidos formó la Operación Resolución Inherente (CJTF-OIR) y volvió a intervenir a petición del gobierno iraquí debido al surgimiento del Estado Islámico de Irak y el Levante (EIIL). Irán también intervino en Irak en junio de 2014. El 9 de diciembre de 2017, Irak declaró la victoria contra ISIL, concluyó la guerra civil iraquí y comenzó la última insurgencia de ISIL en Irak.
En mayo de 2019, cuatro buques mercantes fueron atacados por minas de lapa en el Golfo de Omán. Las tensiones aumentaron entre Estados Unidos e Irán, después de que Estados Unidos culpó al Cuerpo de la Guardia Revolucionaria Islámica de Irán por el incidente. En junio de 2019, ocurrió un incidente casi idéntico que involucró a dos buques mercantes. En diciembre de 2019, Estados Unidos comenzó a discutir con Irak sobre planes para retirarse de ciertas bases. Ese mismo mes, la Base Aérea K-1 fue atacada, resultando en una muerte estadounidense y seis heridos. Estados Unidos afirmó que Kataeb Hezbolá, un grupo pro-iraní, fue responsable del ataque. Estados Unidos respondió realizando ataques aéreos en Irak y Siria contra ubicaciones de Kataeb Hezbolá.

### Crisis del Golfo Pérsico
Del 31 de diciembre de 2019 al 1 de enero de 2020, la Embajada de los Estados Unidos en Bagdad fue atacada en respuesta a los ataques aéreos. El 3 de enero de 2020, Estados Unidos llevó a cabo un ataque aéreo que mató al general de división iraní Qasem Soleimani y al comandante de Kataeb Hezbolá, Abu Mahdi al-Muhandis. Irak protestó porque el ataque aéreo que violó su soberanía. El 5 de enero de 2020, el Consejo de Representantes de Irak votó para obligar al gobierno de Irak a "trabajar para poner fin a la presencia de todas las tropas extranjeras en suelo iraquí". El presidente de Estados Unidos, Donald Trump, respondió a la resolución amenazando con imponer sanciones contra Irak.